# Cupa României 2002-2003
La Cupa României 2002-2003 è stata la 65ª edizione della coppa nazionale disputata tra il 6 novembre 2002 e il 31 maggio 2003 e conclusa con la vittoria della Dinamo Bucarest, al suo decimo titolo.

## Formula
La competizione si svolse ad eliminazione diretta in gara unica ad eccezione dei quarti e delle semifinali giocate con andata e ritorno.
Parteciparono le squadre delle serie inferiori e, a partire dai sedicesimi di finale, quelle della massima serie.

## Sedicesimi di finale
Gli incontri si disputarono il 6 novembre 2002.
| Squadra 1                      | Risultato | Squadra 2                   |
| ------------------------------ | --------- | --------------------------- |
| Industria sârmei Câmpia Turzii | 3 - 0     | Oțelul Galați               |
| CFR Cluj                       | 1 - 0     | Sportul Studențesc Bucarest |
| FC Oradea                      | 8 - 6 dr  | Gloria Bistrița             |
| Progresul Caracal              | 0 - 3     | FC Național București       |
| Petrolul Ploiești              | 0 - 1 gg  | Steaua Bucarest             |
| AS Midia Năvodari              | 3 - 2     | Universitatea Craiova       |
| Unirea 2000 Focșani            | 1 - 0     | Politehnica AEK Timișoara   |
| Politehnica Iași               | 2 - 1 gg  | Ceahlăul Piatra-Neamț       |
| Laminorul Roman                | 0 - 3     | Astra Ploiești              |
| Minerul Venus Motru            | 5 - 6 dr  | FCM Bacău                   |
| CF Predeal                     | 1 - 6     | Farul Constanța             |
| FC Baia Mare                   | 0 - 1 gg  | FC Brașov                   |
| CSM Reșița                     | 1 - 3     | Argeș Pitești               |
| UM Timișoara                   | 0 - 1     | Dinamo Bucarest             |
| Inter Gaz București            | 0 - 1     | UTA Arad                    |
| Electromagnetic București      | 1 - 5     | Rapid Bucarest              |

## Ottavi di finale
Gli incontri si disputarono il 27 novembre 2002.
| Squadra 1                      | Risultato | Squadra 2         |
| ------------------------------ | --------- | ----------------- |
| Argeș Pitești                  | 3 - 1 dr  | Rapid Bucarest    |
| CFR Cluj                       | 2 - 1 gg  | FC Brașov         |
| FC Național București          | 3 - 0     | AS Midia Năvodari |
| Farul Constanța                | 2 - 1     | FC Oradea         |
| Unirea 2000 Focșani            | 0 - 1     | Astra Ploiești    |
| Politehnica Iași               | 1 - 0 gg  | UTA Arad          |
| Industria sârmei Câmpia Turzii | 1 - 3     | FCM Bacău         |
| Steaua Bucarest                | 0 - 3     | Dinamo Bucarest   |

## Quarti di finale
Gli incontri di andata si disputarono il 12 marzo mentre quelli di ritorno il 2 aprile 2003.
| Squadra 1             | Totale | Squadra 2       | Andata | Ritorno |
| --------------------- | ------ | --------------- | ------ | ------- |
| FC Național București | 5 - 0  | CFR Cluj        | 4 - 0  | 1 - 0   |
| Politehnica Iași      | 1 - 3  | Astra Ploiești  | 1 - 2  | 0 - 1   |
| FC Farul Constanța    | 2 - 3  | Dinamo Bucarest | 0 - 1  | 2 - 2   |
| Argeș Pitești         | 5 - 1  | FCM Bacău       | 5 - 1  | 0 - 0   |

## Semifinali
Gli incontri di andata si disputarono il 23 aprile mentre quelli di ritorno il 14 maggio 2003.
| Squadra 1             | Totale | Squadra 2       | Andata | Ritorno  |
| --------------------- | ------ | --------------- | ------ | -------- |
| FC Național București | 5 - 2  | Argeș Pitești   | 4 - 0  | 1 - 2    |
| Astra Ploiești        | 3 - 4  | Dinamo Bucarest | 2 - 1  | 1 - 3 gg |

## Finale
La finale venne disputata il 31 maggio 2003 a Bucarest. Arbitrò la partita il francese Alain Sars.
| Arbitro: | Alain Sars |

|                  |           |  |
| Iulian Tameș 30’ | Marcatori |  |